# Medal na Pamiątkę Poświęcenia Soboru Izaakowskiego
Medal na Pamiątkę Poświęcenia Soboru Izaakowskiego (ros. Медаль «В память освящения Исаакиевского собора») – rosyjskie odznaczenie cywilne.

## Historia
Odznaczenie zostało ustanowione ukazem cara Aleksandra II w 1858 roku z okazji poświęcenia Soboru Izaakowskiego w Sankt Petersburgu, który był budowany w latach 1819–1858, dla wyróżnienia budowniczych tego soboru, największego soboru w ówczesnej Rosji.
Medal miał trzy odmiany, różniące się materiałem z którego zostały wykonane: srebrna, złota i złota z brylantami, przy czym tych ostatnich było tylko kilka (znane są nazwiska jednej osoby, która otrzymała taki medal, był nim architekt August de Monferrand).

## Zasady nadawania
Odznaczenie było nadawane osobom, które zasłużyły się w trakcie budowy soboru w latach 1819–1858, byli to zarówno robotnicy, rzemieślnicy zatrudnieni przy budowie, jak również architekci, urzędnicy, którzy wykonywali czynności związane z jego budową. Medal nadawany był w trzech wersjach: srebrnej – dla szeregowych robotników, rzemieślników, niższych urzędników i majstrów, złote – dla wyższych urzędników, architektów, nadzorców budowy, a złoty z diamentami – dla najważniejszych urzędników dworu cesarskiego i głównych architektów, ten medal wręczał osobiście cesarz.
Medal został wybity w 100 egzemplarzach, z tego 50 było srebrnych i 50 złotych, także dodatkowo jeszcze kilka złotych z diamentami.

## Opis odznaki
Odznaką medalu jest okrągły krążek o średnicy 33 mm, wykonany ze srebra i złota.
Na awersie odznaczenia znajdują się profil z lewej strony Aleksandra II bez insygniów cesarskich. Wzdłuż krawędzi jest napis w języku rosyjskim АЛЕКСАНДРЪ II ИМПЕРАТОР И САМОДЕРЖЕЦЪ ВСЕРОСС (pol. Aleksander II cesarz i samowładca Wszechrusi), a pod profilem w dolnej części "БЛАГОДАРЮ" (pol. Dziękuję). Pod profilem cesarza jest napis И. ЧУКМ. Р. (co jest skrótem od Иван Чукмасов резал – pol. Iwan Czykmasow grawerował) – który określa rytownika, który wykonał odznakę medalu.
Na rewersie medalu w środku części jest rysunek przedstawiający Sobór Izaakowski w Petersburgu, nad nim wzdłuż krawędzi napis "СОБОРЪ СВ. ИСААКИЯ ДАЛМАТСКОГО" (pol. Sobór św. Izaaka Dalmatyńskiego). Pod rysunkiem soboru znajduje się kolejny napis "ЗАЛОЖЕНЪ 1819 г. ОСВЯЩЕНЪ 1858 г." (pol. Rozpoczęty 1819 r. Poświęcony 1858 r.).
Napisy zostały wykonane przy zastosowaniu liternictwa alfabetu najstarszej wersji cyrylicy, który nie był już używany.
Medal zawieszony był na wstążce orderowej Orderu św. Aleksandra Newskiego – medale srebrne i Orderu św. Andrzeja – medale złote i złote z diamentami.